# Hymenochaete sphaerospora
Hymenochaete sphaerospora är en svampart som beskrevs av J.C. Léger & Lanq. 1987. Hymenochaete sphaerospora ingår i släktet Hymenochaete och familjen Hymenochaetaceae.   Inga underarter finns listade i Catalogue of Life.